# Чёрные Ославы
Чёрные Осла́вы (укр. Чорні Ослави) — село в Делятинской поселковой общине Надворнянского района Ивано-Франковской области Украины.
Население по переписи 2001 года составляло 2012 человек. Занимает площадь 19.694 км². Почтовый индекс — 78462. Телефонный код — 03475.